# Space Dogs
Space Dogs (Originaltitel: Белка и Стрелка. Звёздные собаки Belka i Strelka. Swjosdnyje sobaki) ist ein russischer Computeranimationsfilm der Regisseure Inna Jewlannikowa und Swjatoslaw Uschakow aus dem Jahr 2010. Der Film wurde von Sergei Sernow produziert.

## Handlung
Durch einen Unfall landet die Zirkus-Hündin Belka in den kalten Straßen Moskaus. Dort trifft sie auf den Streuner Strelka und dessen Freund Ljonja, eine Ratte. Auf der Flucht vor Strelkas Feinden Bulldog und Pug werden sie eingefangen und zu einem Ausbildungscamp für Kosmonauten-Hunde gebracht. Sie wollen um jeden Preis Kosmonauten werden, jedoch müssen sie im Programm von Ausbilder Kazbek auch gegen Bulldog und Pug ankommen. Sie können es aber schaffen und werden ins Weltall geschossen. Heimlich hat sich auch Kazbek an Bord geschlichen, da er Belka liebt. Er schafft es auch zusammen mit den anderen das Raumschiff sicher zu landen.

## Hintergrund
Space Dogs war der erste 3D-Animationsfilm aus Russland. Er beruht lose auf der wahren Geschichte der Hunde Belka und Strelka sowie zweier Ratten und 40 Mäusen, die mit der Sputnik 5 am 19. August 1960 auf eine Erdumlaufbahn geschossen wurden. Anders als Hündin Laika, 1957, konnten die Tiere 1960 sicher zurück zur Erde gebracht werden. Am 10. November 2010 war der Kinostart von Space Dogs.

## Synchronisation
Die Synchronisation des Filmes wurde von der Metz-Neun Synchron Studio- und Verlags GmbH übernommen.
| Rolle            | russische Stimme    | deutsche Stimme   |
| ---------------- | ------------------- | ----------------- |
| Strelka          | Jelena Jakowlewa    | Marcel Ehmann     |
| Belka            | Anna Bolschowa      | Petra Buschkämper |
| Kazbek           | Sergei Garmasch     | Heiko Grauel      |
| Mops             | Alexander Baschirow | Linus Kraus       |
| Schweinchen Wowa | Roman Kajaschnin    | Renier Baaken     |

## Kritiken
„Schwach animierte Hommage an die ersten Weltraumhunde, die nur streckenweise mit originellen Ideen aufwarten kann.“

„Der erste große russische 3D-Film ist ein harmloser Animations-Spaß, der zwar eindeutig an amerikanischen Vorbildern ausgerichtet ist, in Sachen Einfallsreichtum, Charme, Figurenzeichnung und technischer Perfektion aber meilenweit hinter den Genre-Perlen von Pixar und Co. herhinkt.“